# Aphis lycopicola
Aphis lycopicola är en insektsart. Aphis lycopicola ingår i släktet Aphis och familjen långrörsbladlöss. Inga underarter finns listade i Catalogue of Life.